# Catada transversalis
Catada transversalis là một loài bướm đêm trong họ Erebidae.